# Acronicta paradoxa
Acronicta paradoxa là một loài bướm đêm trong họ Noctuidae.